# Avianca Perú
Avianca Perú war eine peruanische Fluggesellschaft mit Sitz in Lima und Basis auf dem Flughafen Lima. Sie war ein Tochterunternehmen der Avianca Holdings und Mitglied der Luftfahrtallianz Star Alliance.

## Geschichte
Avianca Perú war 2013 aus TACA Perú hervorgegangen als Avianca und TACA fusionierten und nach und nach alle Fluggesellschaften unter der Marke Avianca operierten.
Nachdem die Muttergesellschaft Avianca Holdings sich freiwillig am 10. Mai 2020 dem Chapter 11 des U.S. Insolvenzgesetz unterstellte, sah sich Avianca gezwungen, Avianca Perús Tätigkeit  einzustellen und begann am 20. Mai 2020 mit der Liquidation des Unternehmens.

## Flotte

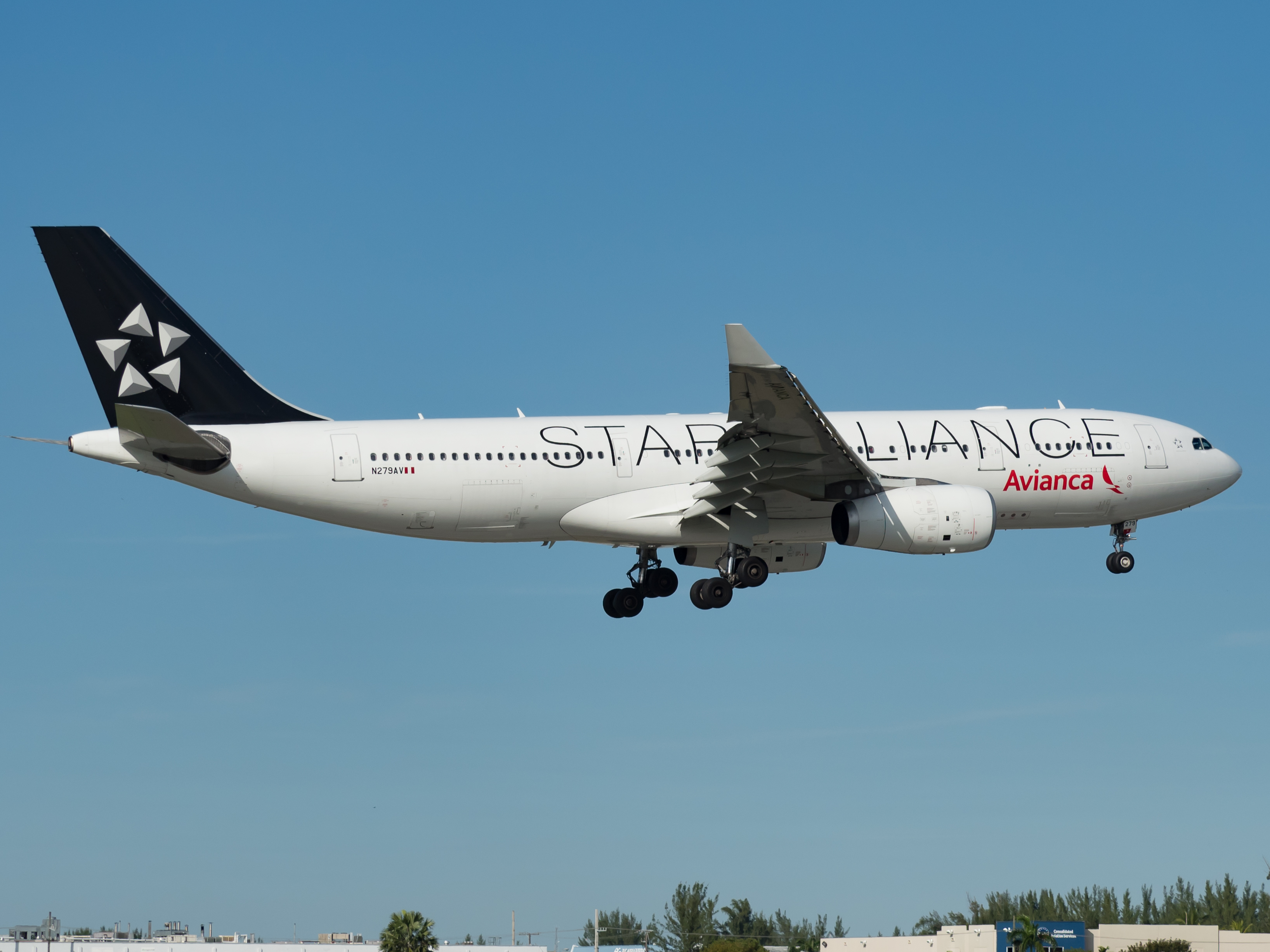
Airbus A330-243 der Avianca Perú

Zum Zeitpunkt der Betriebseinstellung bestand die Flotte der Avianca Perú aus sechs Flugzeugen mit einem Durchschnittsalter von 11,7 Jahren:
| Flugzeugtyp     | Anzahl | bestellt | Anmerkungen                                  | Sitzplätze (Business/Economy) | Durchschnittsalter (April 2020) |
| --------------- | ------ | -------- | -------------------------------------------- | ----------------------------- | ------------------------------- |
| Airbus A319-100 | 1      |          |                                              | 120 (12/108)                  | 12,6 Jahre                      |
| Airbus A320-200 | 3      |          | Ein Flugzeug in Star Alliance Sonderbemalung | 150 (12/138)                  | 11,7 Jahre                      |
| Airbus A321-200 | 1      |          |                                              | 194 (12/182)                  | 14,2 Jahre                      |
| Airbus A330-200 | 1      |          | Star Alliance Sonderbemalung                 | - offen -                     | 8,4 Jahre                       |
| Gesamt          | 6      | -        |                                              |                               | 11,7 Jahre                      |